# Бохиньска Бистрица
Бохиньска Бистрица (словен.  Bohinjska Bistrica) — поселение и община на северо-западе Словении. Административный центр общины Бохинь. Находится в регии (статистический район) Гореньска в исторической области Верхняя Крайна.
Расположено на реке Сава-Бохинька в черте национального Триглавского парка в 39 км от аэропорта Любляны.
Бохиньска Быстрица является первым горнолыжным курортом в Словении.

## Демография
Согласно переписи 2011 года в Бохиньска Бистрице проживало 1 799 жителей.
| Население по годам | Население по годам | Население по годам |
| ------------------ | ------------------ | ------------------ |
| 1991               | 2002               | 2011               |
| 1.891              | 1.774              | 1.799              |

## Достопримечательности
- Церковь Святого Николая конца XIX века.

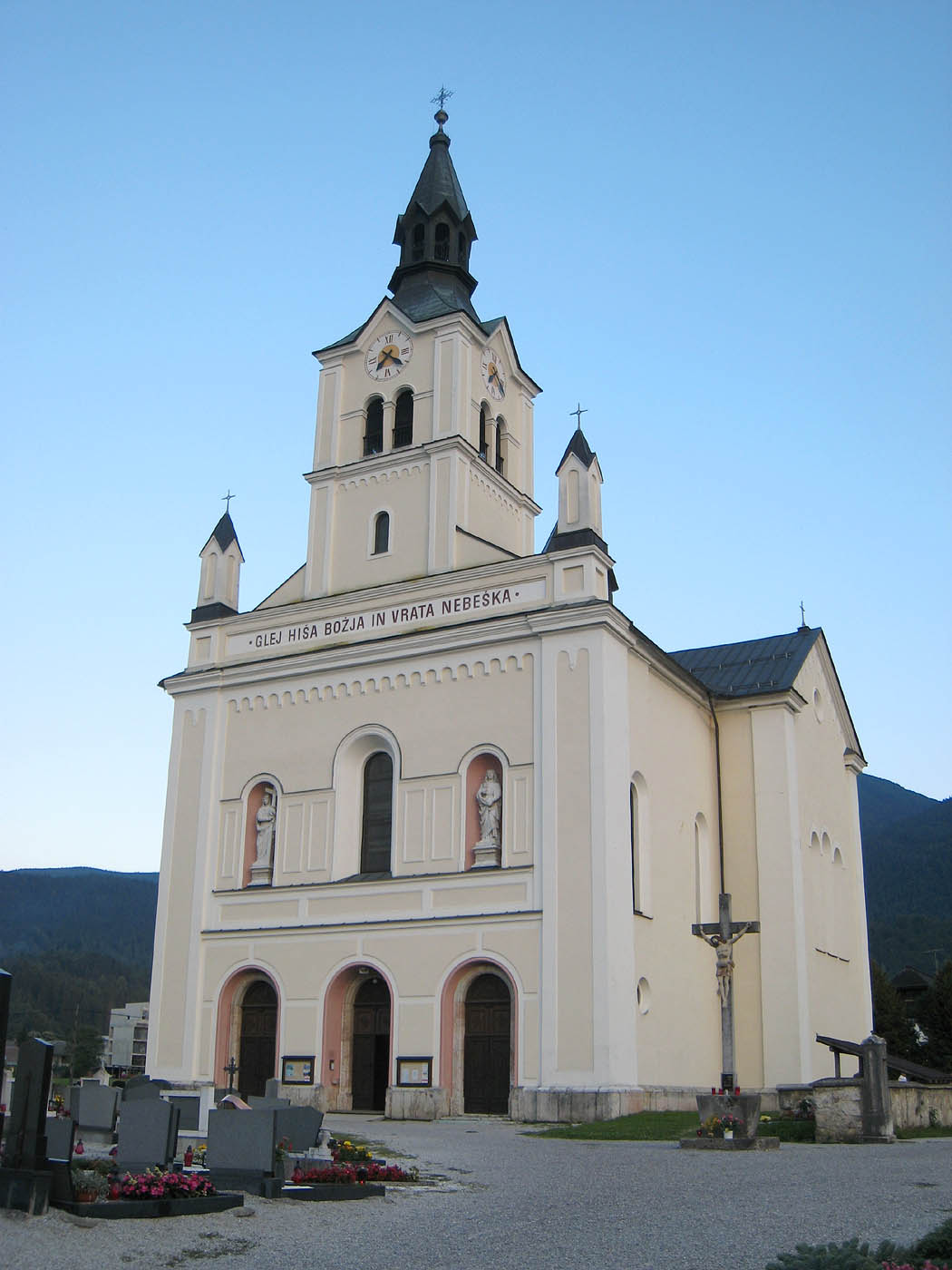
Церковь
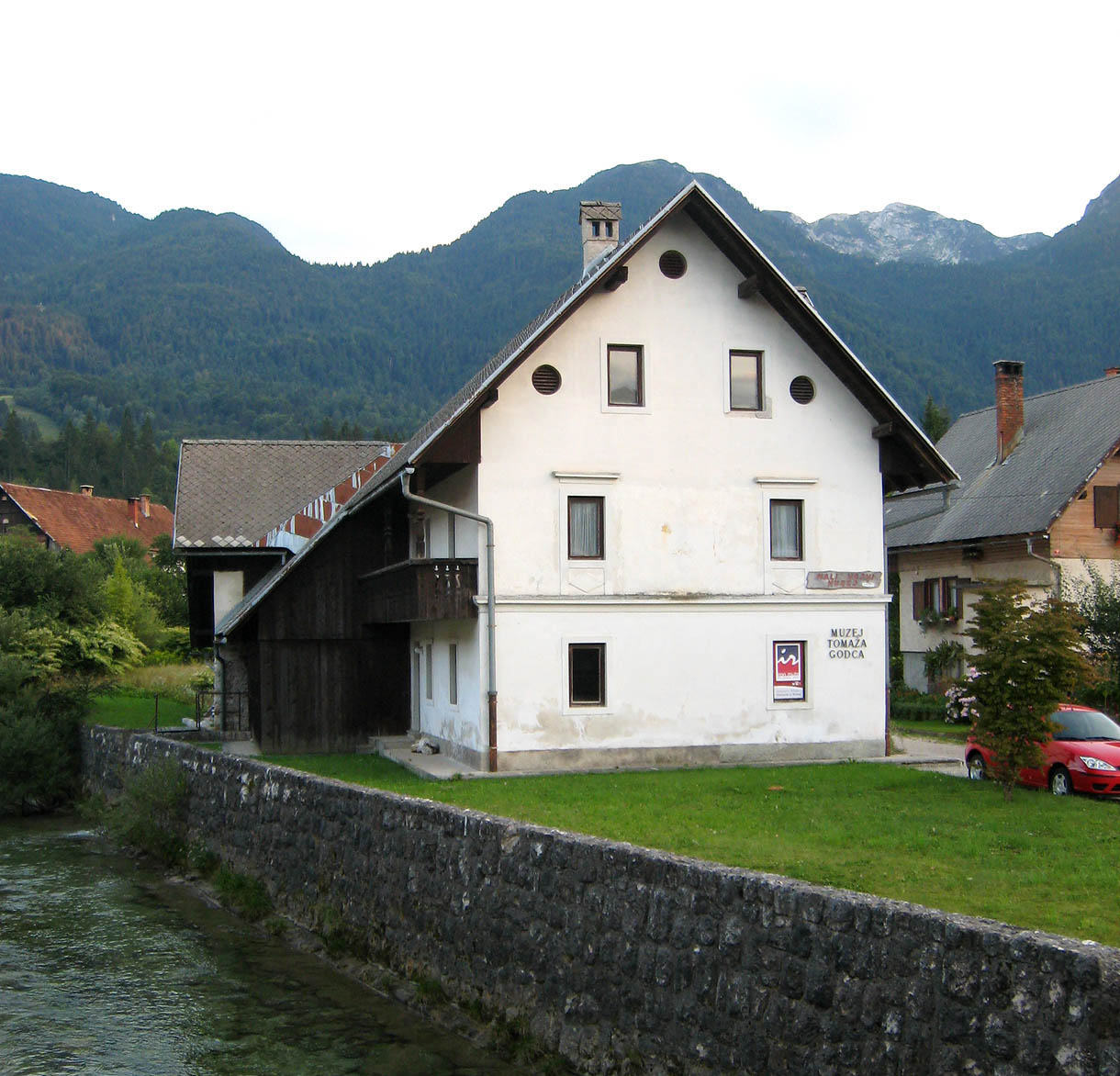
Музей
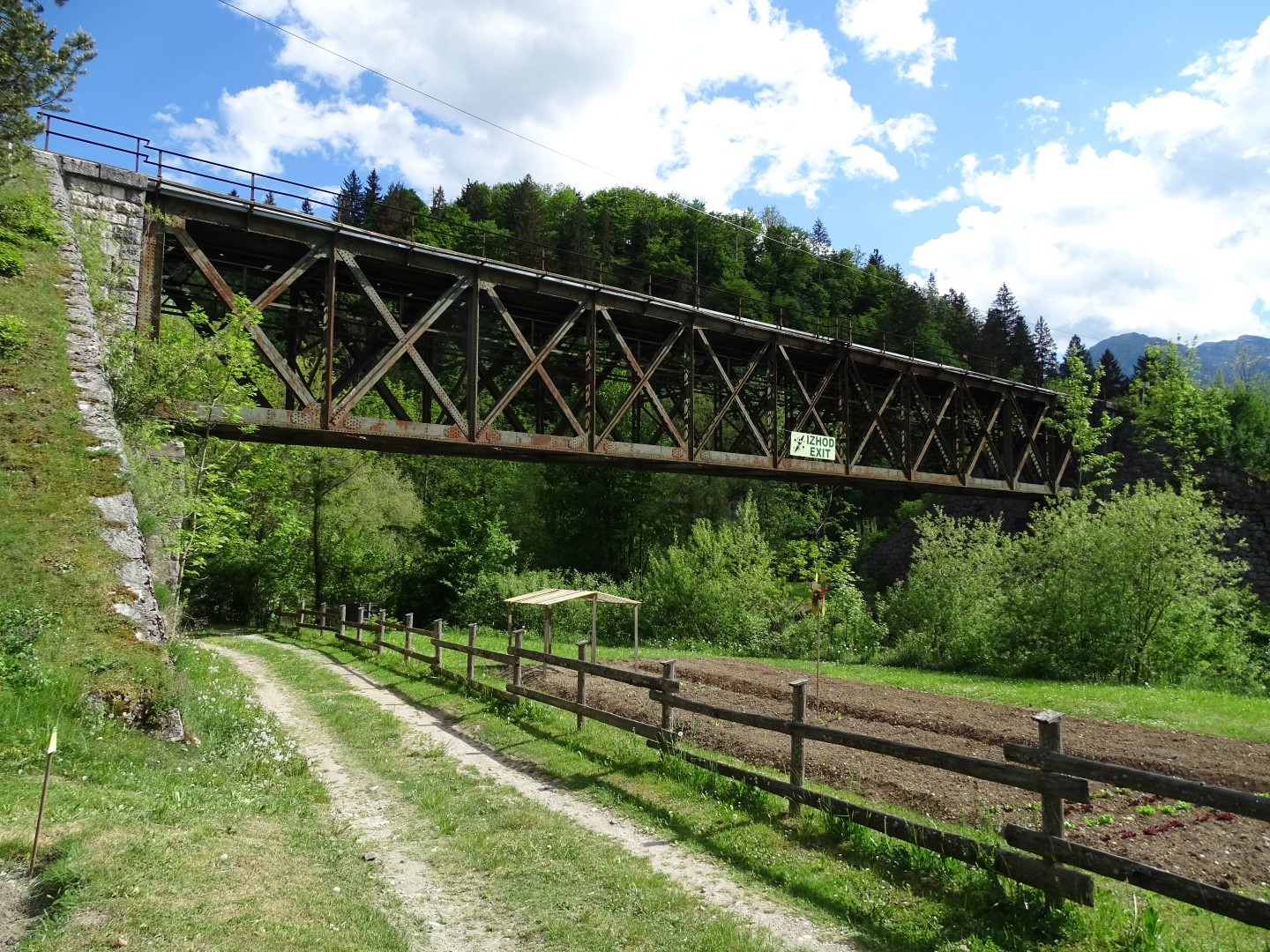
Железнодорожный мост
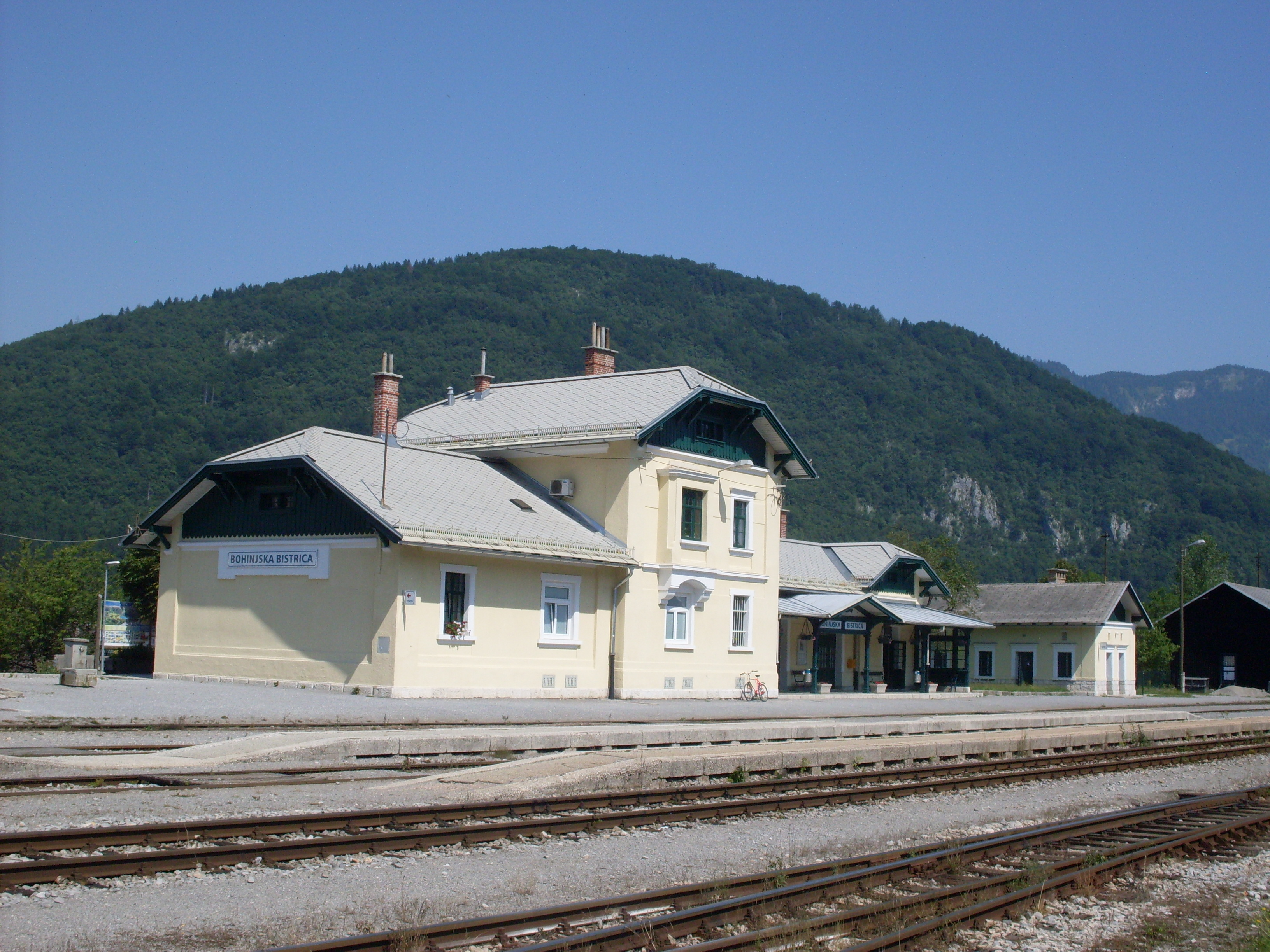
Железнодорожная станция Бохиньска Бистрица

## Известные уроженцы
- Янко Равник (1891—1981) — словенский и югославский композитор, дирижёр, музыкальный педагог, режиссёр, кинопродюсер.

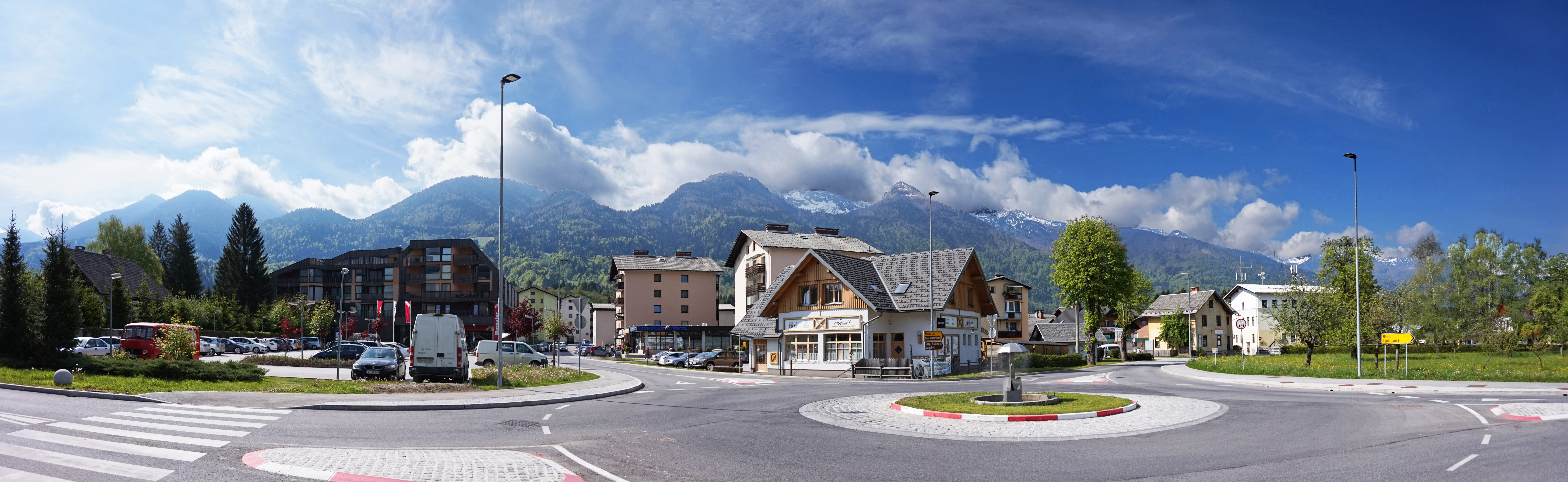